# Nordisk byggdag
Nordisk byggdag (engelska: Nordic Building Forum) – ursprungligen Nordisk byggnadsdag – är ett återkommande nordiskt evenemang och branschforum. Det grundades i mitten av 1920-talet efter ett initiativ av Stockholms Byggnadsförening, Svenska teknologföreningen, Stockholms Byggmästareförening och Stockholms byggnadsingenjörsförening som tog kontakt med motsvarande föreningar i de övriga nordiska länderna.
Byggdagens förste ordförande och tillskyndare Ragnar Östberg beskrev dess syfte med att skapa en mötesplats för ledande aktörer inom byggprojekt och diskutera det aktuella bostadsproblemet.
Den första byggdagen arrangerades i Stockholm den 9–11 juni 1927. Styrelsen bestod av Ragnar Östberg med Axel Eriksson som sekreterare och David Dahl som utställningskommissarie. En utställning på Östermalms läroverk, föredrag och diskussioner ingick i programmet som bland annat behandlade ämnen som stadsplanering, fjärrvärme, rationellt byggande, ljudisolering och standardisering.   
Den andra byggdagen hölls i Helsingfors 4–6 juli 1932. Den svenska kommitténs arbetsutskott bestod av Olle Engkvist, Sven Markelius, Wolter Gahn och Eric Rockström. Under Helsingforskonferensen presenterades bland annat Paul Hedqvists ritningar till radhusen på Ålstensgatan. Utöver föredrag och diskussioner innehöll programmet en utställning där bland annat Asea, Skånska cementgjuteriet och Fagersta bruk visade byggnadsmaterial. Olle Engkvist publicerade artikeln Byggnadsproduktionens rationalisering och höll ett halvtimmes föredrag i Rundradion med ett refererat från byggdagen.
Den tredje byggdagen hölls i Oslo den 16–18 juni 1938 och Kung Haakon VII invigde den största utställningen i Norge på 25 år. Återkommande teman var stadsplaner, byggnadsteknik, standardisering och brandteknik. Den svenska kommitténs arbetsutskott bestod av Axel Eriksson, Olle Engkvist och Eskil Sundahl med Erik Dahlberg som utställningskommissarie. Den svenska delegationen presenterade stadsplaner från storstäder och landsbygd, modern arkitektur och det senaste inom byggnadsteknik. Sammanlagt ett 70-tal bostadshus – allt från smalhus till tjockhus – fanns representerade. Dessutom villor, radhus, sportstugor, kollektivhus och studenthem. Olle Engkvist höll ett föredrag på temat Maskinella hjälpmedel och byggmetoder som även dokumenterades i en artikel.
Den fjärde byggdagen genomfördes i Köpenhamn den 29–31 augusti 1946. Den svenska kommittén bestående av Axel Eriksson, Nils Ahrbom och Olle Engkvist ansvarade för de svenska insatserna. Huvudtema var den brist på bostäder, byggnadsmaterial och bränsle som drabbat de nordiska länderna under och efter andra världskriget. 
Den femte byggdagen genomfördes den 19–22 maj 1950 och det var återigen Stockholms tur att arrangera. Den svenska kommittén bestod av Nils Nessen, Hakon Ahlberg och Nils Tengvik. Utställningskommissarie för hela konferensen var arkitekten Josef Stäck. I samband med konferensen arrangerades utställningen Bygg bättre som höll öppet även för allmänheten den 17–31 maj 1950. Besökarna kunde bland annat studera byggnadsmaterial, byggelement, maskiner, inredningar och installationer.
Nordisk byggdag XXVI genomfördes 21–22 september 2007 i Stockholm med cirka 250 skandinaviska deltagare. Evenemanget öppnades i Stockholms stadshus ritat av Ragnar Östberg. Stockholms stadsbyggnadsdirektör Ingela Lindh hälsade välkommen och påminde om att Ragnar Östberg varit en eldsjäl för att skapa dessa byggdagar som denna gång firade sitt 80-årsjubileum. Tema var ”Gränslöst samarbete mellan såväl kommuner som mellan privata och kommunala aktörer” och moderator var Olle Zetterberg.
Under många år hade byggdagen mellan 1000 och 2000 konferensdeltagare, de senaste åren har antalet deltagare varit omkring 250. 

## Förteckning – Nordisk byggdag
- NBD I – Stockholm 1927 (9–11 juni) Bostadsbristen 1000 deltagare
- NBD II – Helsingfors 1932 (4–6 juli) Arkitektur och miljö
- NBD III – Oslo 1938 (16–18 juni) Vi kan 1400 deltagare
- NBD IV – Köpenhamn 1946 (29–31 augusti) Bostadsbrist efter andra världskriget 730 deltagare
- NBD V – Stockholm 1950 (19–22 maj) Byggforskning 2000 deltagare
- NBD VI – Helsingfors 1955 (2–4 juni) Elementbyggande 1700 deltagare
- NBD VII – Oslo 1958 (15–17 september) Totalprojektering och Småhusbyggande
- NBD VIII – Köpenhamn 1961 (18–20 september) Byggandets industrialisering 1800 deltagare
- NBD IX – Göteborg 1965 (13–15 september) Stadsförnyelse 1200 deltagare
- NBD X – Reykjavik 1968 (26–28 augusti) Boendeformer 900 deltagare
- NBD XI – Helsingfors 1971 (9–11 juni) Byggprocessens förnyelse 1300 deltagare
- NBD XII – Bergen 1974 (14–16 augusti) Framtiden byggs nu
- NBD XIII – Köpenhamn 1977 (23–25 augusti) Byggandets ekonomi 900 deltagare
- NBD XIV – Stockholm 1980 (7–9 maj) Ny teknik, bättre miljö
- NBD XV – Reykjavik 1983 (29–31 augusti) Mättad bostadsmarknad? 1000 deltagare
- NBD XVI – Helsingfors 1986 (11–15 augusti) Byggbranschen i datasamhället 1000 deltagare
- NBD XVII – Bergen 1989 Förnyelse och tradition 500 deltagare
- NBD XVIII – Köpenhamn 1992 Nordiskt byggande och den internationella konkurrenskraften 264 deltagare
- NBD XIX – Stockholm 1996 (25–27 augusti) Marknadsplats Stockholm 700 deltagare
- NBD XX – Reykjavik 1999 (5–8 september) Norden – Världen 300 deltagare
- NBD XXI – Malmö 2000 Marknadsplats Öresund 665 deltagare
- NBD XXII – Helsingfors 2001 (9–11 september) Skadegörelse/förstörelse
- NBD XXIII – Köpenhamn 2002 (1–3 september) Byggbranschen i nytt ljus 300 deltagare
- NBD XXIV – Oslo/Lilleström 2003 (22–23 september) Att bygga för människor 200 deltagare
- NBD XXV – Reykjavik 2005 (18–20 september) Hälsolandet Island 162 deltagare
- NBD XXVI – Stockholm 2007 (21–22 september) Samarbete utan gränser 257 deltagare